# علی زارع شیرازی
علی زارع شیرازی از سیاستمداران ایرانی بود، که در دوره چهارم بعنوان نماینده شیراز و دوره ششم بعنوان نماینده جهرم در مجلس شورای ملی حضور داشت.